# Herman Groman
Herman Charles Groman (* 18. August 1882 in Odebolt, Iowa; † 23. Juli 1954 in Whitehall, Michigan) war ein US-amerikanischer Leichtathlet, der zu Beginn des 20. Jahrhunderts aktiv war. Er war das dritte von sechs Kindern und der einzige Sohn des Arztes August Groman und dessen Frau Gesine Beckman. Die Großeltern Charles Groman und Caroline geb. Kluckhohn waren deutsche Einwanderer.
Herman Groman war Arzt wie schon sein Vater und sein Großvater. Er studierte an der Universität Yale sowie am Rush Medical College, das er 1907 abschloss.
Als Leichtathlet hatte er sich auf die 400 Meter spezialisiert. Für die Chicago Athletic Association startend, gewann er bei den Landesmeisterschaften im Jahr 1905 die Vizemeisterschaft hinter Frank Waller. Seinen größten Erfolg durfte er jedoch ein Jahr zuvor bei den Olympischen Spielen in St. Louis feiern. Dort gingen über die 400 m dreizehn Athleten an den Start, die bis auf den Kanadier Percival Molson und den Deutschen Johannes Runge allesamt aus den USA stammten. Trotz der großen Teilnehmerzahl wurde auf Qualifikationsläufe verzichtet. Nach 70 Metern setzte sich Groman an die Spitze der sechsköpfigen Führungsgruppe, wurde aber nach der Hälfte der Strecke von Harry Hillman überholt, der sich in 49,2 s mit deutlichem Vorsprung vor Frank Waller (Silber in 49,9 s) den Olympiasieg holte. Herman Groman kam in 50,0 s auf den dritten Platz.
Seine persönliche Bestleistung wird mit 49,9 s angegeben, erzielt im Jahr 1904.
Weitere sportliche Leistungen von ihm sind nicht überliefert.